# Benthobia tryonii
Benthobia tryonii is een slakkensoort uit de familie van de Pseudolividae. De wetenschappelijke naam van de soort is voor het eerst geldig gepubliceerd in 1889 door Dall.